# Prix Lumières 2021

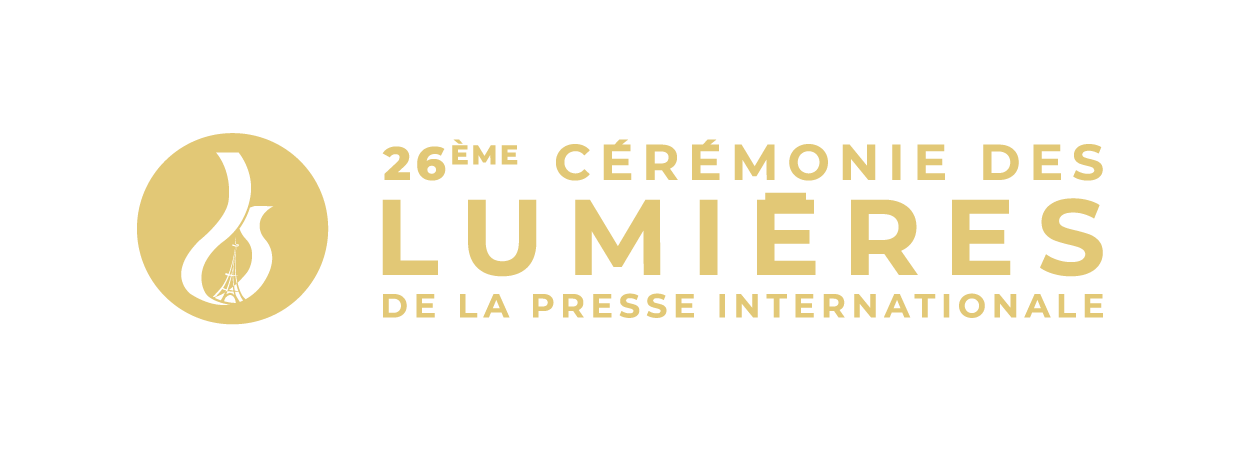
Logo der Preisverleihung

Die 26. Verleihung der Prix Lumières fand am 19. Januar 2021 statt. Die von der Académie des Lumières vergebenen Filmpreise für die besten französischen Produktionen des Kinojahres 2020 wurden in 13 Kategorien verliehen.

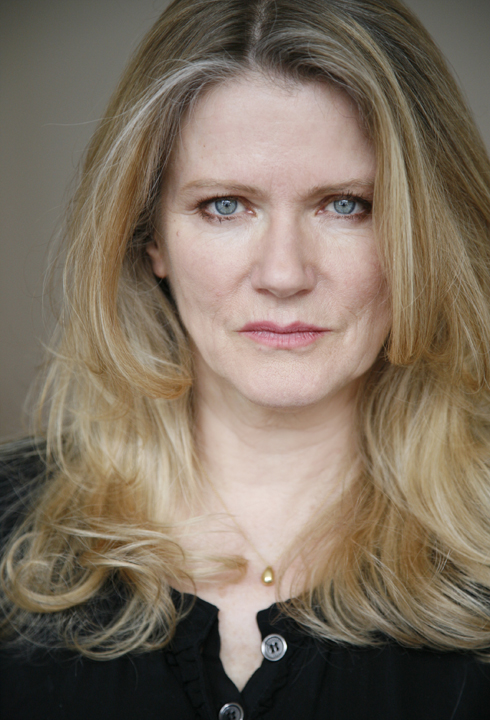
Barbara Sukowa wurde als erste deutsche Schauspielerin mit dem Prix Lumière ausgezeichnet.

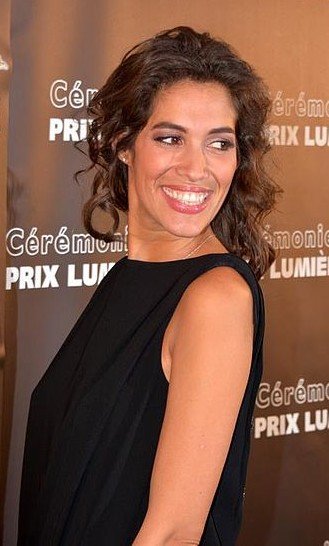
Moderatorin Laurie Cholewa bei der Verleihung 2015

Das Beziehungsdrama Wir beide von Filippo Meneghetti führte das Favoritenfeld mit sechs Nominierungen an. Die internationale Koproduktion konnte bei der Verleihung zwei ihrer Nominierungen in Siege umsetzen (Beste Darstellerin – Martine Chevallier und Barbara Sukowa, Bestes Erstlingswerk) und gewann gemeinsam mit François Ozons Jugenddrama Sommer 85 (Beste Nachwuchsdarsteller, Beste Kamera) und dem Animationsfilm Josep von Aurel (Bester Animationsfilm, Beste Filmmusik) die meisten Preise. Als bester Film setzte sich Emmanuel Mourets Beziehungsdrama Leichter gesagt als getan durch. Die Veranstaltung wurde live vom französischen Fernsehsender Canal+ übertragen und aufgrund der COVID-19-Pandemie in einem Studio ohne Publikum gedreht. Durch den Abend führten die Moderatoren Laurie Cholewa und Laurent Weil. Die Preisträger nahmen bis auf Barbara Sukowa, die per Livestream zugeschaltet wurde, ihre Auszeichnungen persönlich entgegen.
Die Preisträger wurden von Vertretern ausländischer Medien gekürt, weshalb die Prix Lumières auch als französisches Pendant zu den Golden Globe Awards gelten. 2021 waren 123 Pressevertreter aus 36 Ländern stimmberechtigt. In die Vorauswahl kamen 77 Filme, deren französischer Kinostart für 2020 vorgesehen war. 35 Filme erhielten Nominierungen, darunter die hohe Anzahl von sieben internationalen Koproduktionen.
Aufgrund der COVID-19-Pandemie und zeitweise geschlossener Kinos konnten die Filme Der Mann, der seine Haut verkaufte und Slalom nicht wie geplant veröffentlicht werden. Um die beiden Produktionen zu unterstützen, die erst 2021 in die Kinos kommen sollten, hielt die Académie des Lumières entgegen ihren ursprünglichen Richtlinien die Nominierungen aufrecht.
Die 26. Verleihung wurde dem im Mai 2020 verstorbenen spanischen Journalisten José María Riba gewidmet. Riba stand von 2016 bis 2019 der Académie des Lumières vor. Auch hatte er die Nebensektion Semaine internationale de la critique beim Filmfestival von Cannes geleitet und für das Festival Internacional de Cine de San Sebastián gearbeitet.

## Preisträger und Nominierungen
| Film                                        | N | A |
| ------------------------------------------- | - | - |
| Wir beide                                   | 6 | 2 |
| Leichter gesagt als getan                   | 5 | 1 |
| Was dein Herz dir sagt – Adieu ihr Idioten! | 4 | 0 |
| Slalom                                      | 4 | 1 |
| Sommer 85                                   | 4 | 2 |
| La fille au bracelet                        | 3 | 1 |
| Josep                                       | 3 | 2 |
| Ein Sohn                                    | 3 | 1 |
| Adam                                        | 2 | 0 |
| Calamity – Martha Jane Cannarys Kindheit    | 2 | 0 |
| Einfach schwarz                             | 2 | 0 |
| Die fabelhafte Reise der Marona             | 2 | 0 |
| Mein Liebhaber, der Esel & Ich              | 2 | 0 |
| Mignonnes                                   | 2 | 0 |
| La nuit venue                               | 2 | 0 |

### Bester Film
Leichter gesagt als getan (Les choses qu’on dit, les choses qu’on fait) – Regie: Emmanuel Mouret, Produktion: Frédéric Niedermayer
nominiert:
- La fille au bracelet – Regie: Stéphane Demoustier, Produktion: Jean Des Forêts
- Sommer 85 (Été 85) – Regie: François Ozon, Produktion: Eric Altmayer und Nicolas Altmayer
- Was dein Herz dir sagt – Adieu ihr Idioten! (Adieu les cons) – Regie: Albert Dupontel, Produktion: Catherine Bozorgan
- Wir beide (Deux) – Regie: Filippo Meneghetti, Produktion: Laurent Baujard und Pierre-Emmanuel Fleurantin

### Beste Regie
Maïwenn – DNA (ADN)
nominiert:
- Albert Dupontel – Was dein Herz dir sagt – Adieu ihr Idioten! (Adieu les cons)
- Filippo Meneghetti – Wir beide (Deux)
- Emmanuel Mouret – Leichter gesagt als getan (Les choses qu’on dit, les choses qu’on fait)
- François Ozon – Sommer 85 (Été 85)

### Beste Darstellerin
Martine Chevallier und Barbara Sukowa – Wir beide (Deux)
nominiert:
- Laure Calamy – Mein Liebhaber, der Esel & Ich (Antoinette dans les Cévennes)
- Emmanuelle Devos – Parfum des Lebens (Les parfums)
- Virginie Efira – Was dein Herz dir sagt – Adieu ihr Idioten! (Adieu les cons)
- Camélia Jordana – Leichter gesagt als getan (Les choses qu’on dit, les choses qu’on fait)

### Bester Darsteller
Sami Bouajila – Ein Sohn (Un fils)
nominiert:
- Jonathan Cohen – Einfach enorm (Énorme)
- Albert Dupontel – Was dein Herz dir sagt – Adieu ihr Idioten! (Adieu les cons)
- Nicolas Maury – Die Rolle meines Lebens (Garçon chiffon)
- Jérémie Renier – Slalom

### Bestes Drehbuch
Stéphane Demoustier – La fille au bracelet
nominiert:
- Filippo Meneghetti und Malysone Bovarasmy – Wir beide (Deux)
- Jean-Louis Milesi – Josep
- Emmanuel Mouret – Leichter gesagt als getan (Les choses qu’on dit, les choses qu’on fait)
- Caroline Vignal – Mein Liebhaber, der Esel & Ich (Antoinette dans les Cévennes)

### Beste Nachwuchsdarstellerin
Noée Abita – Slalom
nominiert:
- Najla Ben Abdallah – Ein Sohn (Un fils)
- Nisrin Erradi – Adam
- Mélissa Guers – La fille au bracelet
- Fathia Youssouf – Mignonnes

### Bester Nachwuchsdarsteller
Félix Lefebvre und Benjamin Voisin – Sommer 85 (Été 85)
nominiert:
- Guang Huo – La nuit venue
- Djibril Vancoppenolle – Petit pays
- Alexandre Wetter – Miss Beautiful (Miss)
- Jean-Pascal Zadi – Einfach schwarz (Tout simplement noir)

### Bestes Erstlingswerk
Wir beide (Deux) – Regie: Filippo Meneghetti
nominiert:
- Auf der Couch in Tunis (Un divan à Tunis) – Regie: Manele Labidi
- Einfach schwarz (Tout simplement noir) – Regie: Jean-Pascal Zadi und John Wax
- Mignonnes – Regie: Maïmouna Doucouré
- Slalom – Regie: Charlène Favier

### Beste internationale Koproduktion
Der Mann, der seine Haut verkaufte (L’homme qui a vendu sa peau) – Regie: Kaouther Ben Hania
nominiert:
- Abou Leila – Regie: Amin Sidi-Boumédiène
- Adam – Regie: Maryam Touzani
- La Llorona – Regie: Jayro Bustamante
- Ein Sohn (Un fils) – Regie: Mehdi Barsaoui
- Mit 20 wirst du sterben (Tu mourras à 20 ans) – Regie: Amjad Abu Alala
- Yalda – Regie: Massoud Bakhshi

### Bester Dokumentarfilm
Ein Land, das sich für weise hält (Un pays qui se tient sage) – Regie: David Dufresne
nominiert:
- La cravate – Regie: Etienne Chaillou und Mathias Théry
- Jugend (Adolescentes) – Regie: Sébastien Lifshitz
- Kongo – Regie: Hadrien La Vapeur und Corto Vaclav
- Si c’était de l’amour – Regie: Patric Chiha

### Bester Animationsfilm
Josep – Regie: Aurel
nominiert:
- Calamity – Martha Jane Cannarys Kindheit (Calamity, une enfance de Martha Jane Cannary) – Regie: Rémi Chayé
- Die fabelhafte Reise der Marona (L’extraordinaire voyage de Marona) – Regie: Anca Damian
- Das große Abenteuer des kleinen Vampir (Petit vampire) – Regie: Joann Sfar

### Beste Kamera
Hichame Alaouié – Sommer 85 (Été 85)
nominiert:
- Renato Berta – Das Salz der Tränen (Le sel des larmes)
- Laurent Desmet – Leichter gesagt als getan (Les choses qu’on dit, les choses qu’on fait)
- Yann Maritaud – Slalom
- Aurélien Marra – Wir beide (Deux)

### Beste Filmmusik
Silvia Pérez Cruz – Josep
nominiert:
- Bertrand Burgalat – Les apparences
- Florencia Di Concilio – Calamity – Martha Jane Cannarys Kindheit (Calamity, une enfance de Martha Jane Cannary)
- Pablo Pico – Die fabelhafte Reise der Marona (L’extraordinaire voyage de Marona)
- Rone – La nuit venue